# Susanna Gonzaga (1447-1481)
Susanna Gonzaga (Mantova, 1447 – Mantova, 1481) fu una nobile e religiosa mantovana.

## Biografia
Era figlia di Ludovico II Gonzaga, marchese di Mantova dal 1444 al 1478 e di Barbara di Brandeburgo.
All'età di tre anni venne richiesta dal duca di Milano Francesco Sforza quale futura sposa del figlio Galeazzo Maria. Ma quando nella giovane cominciò a delinearsi la tara di famiglia, la gobba, fu sostituita con la sorella Dorotea, che non diventò mai duchessa di Milano a causa della morte prematura.
Susanna venne spedita in monastero dalle clarisse di Santa Paola a Mantova, dove prese il nome di suor Angelica e ivi morì nel 1481.

## Ascendenza
|                                |                           |                                    | Genitori                           |  |  | Nonni |  |  | Bisnonni            |  |  | Trisnonni           |  |
|                                |                           |                                    |                                    |  |  |       |  |  | Francesco I Gonzaga |  |  | Ludovico II Gonzaga |  |
|                                |                           |                                    |                                    |  |  |       |  |  | Francesco I Gonzaga |  |  | Ludovico II Gonzaga |  |
|                                |                           | Alda d'Este                        |                                    |  |  |       |  |  | Francesco I Gonzaga |  |  |                     |  |
| Gianfrancesco Gonzaga          |                           |                                    |                                    |  |  |       |  |  | Francesco I Gonzaga |  |  |                     |  |
|                                |                           | Margherita Malatesta               | Galeotto I Malatesta               |  |  |       |  |  |                     |  |  |                     |  |
|                                |                           | Margherita Malatesta               | Galeotto I Malatesta               |  |  |       |  |  |                     |  |  |                     |  |
|                                |                           | Margherita Malatesta               | Gentile da Varano                  |  |  |       |  |  |                     |  |  |                     |  |
| Ludovico II Gonzaga            |                           | Margherita Malatesta               |                                    |  |  |       |  |  |                     |  |  |                     |  |
|                                |                           | Malatesta IV Malatesta             | Pandolfo II Malatesta              |  |  |       |  |  |                     |  |  |                     |  |
|                                |                           | Malatesta IV Malatesta             | Pandolfo II Malatesta              |  |  |       |  |  |                     |  |  |                     |  |
|                                |                           | Malatesta IV Malatesta             | Paola Orsini                       |  |  |       |  |  |                     |  |  |                     |  |
| Paola Malatesta                |                           | Malatesta IV Malatesta             |                                    |  |  |       |  |  |                     |  |  |                     |  |
|                                |                           | Elisabetta da Varano               | Rodolfo II Da Varano               |  |  |       |  |  |                     |  |  |                     |  |
|                                |                           | Elisabetta da Varano               | Rodolfo II Da Varano               |  |  |       |  |  |                     |  |  |                     |  |
|                                |                           | Elisabetta da Varano               | Camilla Chiavelli                  |  |  |       |  |  |                     |  |  |                     |  |
| Susanna Gonzaga                |                           | Elisabetta da Varano               |                                    |  |  |       |  |  |                     |  |  |                     |  |
|                                | Federico I di Brandeburgo | Federico V di Norimberga           |                                    |  |  |       |  |  |                     |  |  |                     |  |
|                                | Federico I di Brandeburgo | Federico V di Norimberga           |                                    |  |  |       |  |  |                     |  |  |                     |  |
|                                | Federico I di Brandeburgo | Elisabetta di Meißen               |                                    |  |  |       |  |  |                     |  |  |                     |  |
| Giovanni l'Alchimista          | Federico I di Brandeburgo |                                    |                                    |  |  |       |  |  |                     |  |  |                     |  |
|                                |                           | Elisabetta di Baviera-Landshut     | Federico di Baviera-Landshut       |  |  |       |  |  |                     |  |  |                     |  |
|                                |                           | Elisabetta di Baviera-Landshut     | Federico di Baviera-Landshut       |  |  |       |  |  |                     |  |  |                     |  |
|                                |                           | Elisabetta di Baviera-Landshut     | Maddalena Visconti                 |  |  |       |  |  |                     |  |  |                     |  |
| Barbara di Brandeburgo         |                           | Elisabetta di Baviera-Landshut     |                                    |  |  |       |  |  |                     |  |  |                     |  |
|                                |                           | Rodolfo III di Sassonia-Wittenberg | Venceslao I di Sassonia-Wittenberg |  |  |       |  |  |                     |  |  |                     |  |
|                                |                           | Rodolfo III di Sassonia-Wittenberg | Venceslao I di Sassonia-Wittenberg |  |  |       |  |  |                     |  |  |                     |  |
|                                |                           | Rodolfo III di Sassonia-Wittenberg | Cecilia da Carrara                 |  |  |       |  |  |                     |  |  |                     |  |
| Barbara di Sassonia-Wittenberg |                           | Rodolfo III di Sassonia-Wittenberg |                                    |  |  |       |  |  |                     |  |  |                     |  |
|                                |                           | Barbara di Legnica                 | Rupert I di Legnica                |  |  |       |  |  |                     |  |  |                     |  |
|                                |                           | Barbara di Legnica                 | Rupert I di Legnica                |  |  |       |  |  |                     |  |  |                     |  |
|                                |                           | Barbara di Legnica                 | Edvige di Sagan                    |  |  |       |  |  |                     |  |  |                     |  |
|                                |                           | Barbara di Legnica                 |                                    |  |  |       |  |  |                     |  |  |                     |  |